# Lijst van personages uit Sonic X
Dit is een lijst van personages uit de animatieserie Sonic X, en de bijbehorende stripserie.

## Albert Butler
Albert Butler is de opzichter van het oude honkbalstadion in Station Square. Hij deed mee in aflevering 10, waarin hij en Tails een chaosdiamant vinden in het stadion. Dit leidt tot een honkbalwedstrijd tussen een team van Sonic en een team van Dr. Eggman.

## Bokkun
Bokkun is een zwart wezentje dat door Dr. Eggman wordt gebruikt om zijn videoberichten rond te brengen. Deze videoberichten eindigen altijd met dat de televisie waar ze op worden vertoond ontploft.
Bokkun wordt door Eggman slecht behandeld, maar desondanks blijft Bokkun loyaal aan hem. Hij houdt ervan mensen te irriteren met bommen en andere explosies. Bokkun kan vliegen dankzij een jetpack.
Het is niet bekend of Bokkun een robot is, of een levend wezen.

## Captain Westwood
Captain Westwood is een van de hoogste agenten van de militaire organisatie GUN. Hij is de meerdere van Rouge en Topaz. Hij koestert een grote jaloezie tegen Sonic. Er zijn geruchten dat hij in de stripserie de mysterieuze leider is van de S.O.N.I.C.X.-organisatie.

## Chris Thorndyke
Chris is de primaire menselijke protagonist in de serie. Hij is de zoon van Nelson Thorndyke en diens vrouw Lindsay. Omdat zijn ouders beiden rijk zijn, woont Chris in luxe. Dit komt echter met een prijs: zijn ouders zijn er vrijwel nooit. Gedurende seizoen 1 en 2 is Chris 12 jaar oud. In seizoen 3 is hij formeel 18, maar door het tijdsverschil tussen Sonics wereld en zijn eigen wereld verandert hij weer in een 12-jarige als hij naar Sonics wereld afreist.
Chris ontmoette Sonic voor het eerst toen die in het zwembad achter het huis viel. In de loop van de serie helpt hij Sonic en co geregeld de chaosdiamanten te vinden.

## Chuck Thorndyke
Chuck Thorndyke is Chris’ grootvader. Hij is een wetenschapper en uitvinder. In de serie ontwikkelt hij een sterke vriendschap met Tails, daar de twee dezelfde liefde voor machines delen. Samen ontwikkelen ze onder andere de X-Tornado, een speciaal gevechtsvliegtuig.
Chucks naam is vermoedelijk een referentie naar het personage “Oom Chuck” uit de serie Sonic the Hedgehog. Zijn uiterlijk is gebaseerd op dat van Dr. Emmett Brown uit de Back to the Future-trilogie.

## Cosmo
Miles "Tails" Prower heeft een oogje op haar, net als zij op hem, maar ze zijn allebei te verlegen om tegen elkaar te zeggen dat ze van elkaar houden. In episode 77 krijgt Cosmo een bericht van haar moeder, dat zij de enige is die haar vrienden kan helpen. Ze offert zichzelf op om ze te redden, en Tails moet vuren. Ze vertelt hem dat ze van hem houdt. Als Tails vuurt, is het heelal gered, maar Cosmo is dood.

## Danny
Danny, volledige naam Daniel, is een elfjarige Afro-Amerikaanse jongen. Hij is een vriend en klasgenoot van Chris. Net als Chris vergezelt hij Sonic en Co op vele tochten.

## Dark Oak
Dark Oak is de leider van de Metarex, en de primaire vijand in het derde seizoen van de serie. Hij vecht met een goudkleurig zwaard, en kon in het begin van seizoen 3 zelfs Super Sonic de baas. De meeste van zijn vaardigheden zijn onbekend daar hij maar zelden zelf vecht.
Later in het seizoen blijkt Dark Oak net als de andere Metarex van hetzelfde ras te zijn als Cosmo. Dark Oak werd definitief verslagen toen Cosmo met hem fuseerde en vasthield zodat Tails hem kon vernietigen met de Sonic Driver.

## Decoe and Bocoe
Decoe en Bocoe zijn de persoonlijke assistenten van Dr. Eggman. Decoe is een lange dunne goudkleurige robot. Bocoe is een korte dikke zilverkleurige robot. Ze zijn bijna altijd bij Eggman in de buurt. Ze dienen vooral als vrolijke noot van de serie.
Beide robots beledigen Eggman vaak achter diens rug om.
Decoe en Bocoe kunnen samen combineren tot een signaal om Bokkun op te roepen, en tot een raketlanceerder. Het is hun droom om ook te kunnen combineren tot een sterke gevechtsrobot.

## Edward Tanaka
Edward Tanaka is Chris Thorndykes Japanse butler. Hij is lang, dun, draagt een bril en is altijd serieus. Hij is een ervaren vechter. Hij ontdekte als een van de eerste bewoners van het huis dat Sonic en co daar waren, maar besloot dit voor zichzelf te houden.
In de Engelstalige versie praat hij met een stereotiep Japans accent.

## Ella
Ella is de huishoudster van de familie Thorndyke. Ze is altijd opgewekt en houdt van haar baan, maar heeft een hekel aan vuil. Ella kan vooral goed overweg met Cream en Amy.
Ella wordt over het algemeen niet snel kwaad, maar als ze kwaad is, is ze tot vrijwel alles in staat (zelfs het besturen van de X-Tornado). Ze praat in de Engelstalige versie met een Spaans accent.

## Emer Johnson
Emer Johnson is een beroemde zakenman die het honkbalstadion in Station Square bezit. Hij wordt gezien in aflevering 10.

## Francis
Francis is een van Chris’ klasgenoten. Ze is 11 jaar oud, en heeft rood haar.

## Hawk
Hawk is een Aziatische man die in aflevering 17 vrienden werd met Knuckles. Hij gaf Knuckels onder andere de rode chaosdiamant. Hij deed in seizoen 2 ook mee aan het gevechtstoernooi, waarin hij tegen Tails vocht.

## Helen
Helen is een klasgenoot van Chris Thorndyke. Ze zit in een rolstoel, en vergezelt af en toe Sonic en co op hun avonturen. Vooral aflevering 14 draait om haar.

## Hertia/Earthia
Hertia is de moeder van Cosmo en Galaxina. Ze is vermoedelijk de leider van Cosmo’s stam. Ze wordt gezien via een hologram.

## Jerome Wise
Jerome was de assistant van de president. Hij doet er alles aan om zijn baantje te behouden en ervoor te zorgen dat zijn baas president blijft. Zo maakte hij in aflevering 21 zelfs een deal met Eggman om Sonic zover te krijgen dat hij zou racen tegen Sam Speed. Toen dit uitkwam, werd hij ontslagen. In latere afleveringen dook hij nog een paar maal op als een dakloze man.
In de stripserie is hij lid van de anti-sonic organisatie S.O.N.I.C.X.

## Lily
Lily is een Flicky-vogel waar Amy voor zorgt gedurende de Sonic Adventure-verhaallijn in seizoen 2. Hij draagt een slot waar een chaosdiamant in zit.

## Linsey Thorndyke
Linsey Thorndyke is Chris’ moeder. Ze is een rijke en beroemde actrice.

## Lucky
E-77 Lucky is een robot gemaakt door Eggman. Zijn lichaam bestaat uit een grote bel, en hij is bedekt met geluksamuletten zoals hoefijzers, klavertjes vier en konijnenpootjes. Lucky beschikt niet over wapens, maar heeft volgens Eggman altijd het geluk aan zijn kant. Hij kan alleen communiceren via bliepgeluiden.

## Metarex
De Metarex zijn een leger van cyborgs. Ze komen voor in het derde seizoen van de serie. Hun oorsprong en motieven zijn grotendeels een mysterie. Ze doorkruisen het universum om de Planet Eggs, objecten met grote energie, te stelen van planeten. De leiders van de Metarex zijn van hetzelfde ras als Cosmo. Hun doel is al het niet-plantenleven in het universum uit te roeien.

## Molly
Molly is een mens van een naamloze planeet. Ze werd in seizoen 3 gered van de Metarex door Shadow the Hedgehog. Ze lijkt sterk op Maria Robotnik. Ze offert zichzelf later op tijdens een aanval van de Metarex.

## Mr. Stewart
Mr. Stewart is een overheidsagent, die gedurende seizoen 1 en 2 undercover werkt als leraar op de school van Chris. Zijn taak is om Chris, en via hem Sonic en co, in de gaten te houden. Hij is een grote fan van Chris’ moeder, Linsey.

## Nelson Thorndyke
Nelson Thorndyke is de vader van Chris’. Hij is een rijke zakenman, en eigenaar van een computerbedrijf.

## Sam Speed
Sam Speed is de oom van Chris Thorndyke, en de leider van een speciaal achtervolgingsteam van de politie. Dit team is gespecialiseerd in achtervolgingen met formule 1 wagens. Nadat Sonic hem te snel af is in aflevering 1, maakt Sam het tot zijn missie om Sonic een keer in een race te verslaan.
Een running gag in de originele Japanse versie van de serie is dat Sam zich altijd voorstelt met een andere bijnaam, zoals "Highway Star" en "Love Express".

## Scarlet Garcia
Scarlet Garcia is een journaliste van SSTV news in Station Square. Ze wordt geprezen door haar college-journalisten. Haar vader was ook een journalist, maar stierf tijdens zijn onderzoek naar Project Shadow. Derhalve was Scarlet eerst niet bereid ook onderzoek te doen naar dit project.
In de stripserie blijkt ze tevens de presentator te zijn van een praatprogramma.

## S.O.N.I.C.X.
S.O.N.I.C.X. is een organisatie uit de stripserie. De organisatie bestaat geheel uit mensen die op een of andere manier door toedoen van Sonic en zijn vrienden aan lager wal zijn geraakt, en nu wraak willen. De identiteit van hun leider is niet bekend.
De naam van de groep staat voor "Society for Observing and Neutralizing Inter-dimensional Creatures and Xenomorphs".
Enkele van de leden zijn:
- Card Passer: een voormalige GUN-commandant die een ongeautoriseerde aanval uitvoerde op Eggman. Toen de president dit ontdekte, werd hij ontslagen.
- Hector Dragg: een voormalig lid van het Speed Team. Hij was ooit de grootste rivaal van Sam Speed, totdat Sonic opdook en die titel inpikte. In zijn pogingen zowel Sonic als Sam te verslaan werd Hector steeds roekelozer, waardoor Sam zich genoodzaakt zag hem uit het team te zetten.
- Howard Watcher: de ex-bewaker van Gevangeniseiland. Hij werd ontslagen na Sonics ontsnapping.
- Dr. Kai Narasu: een wetenschapper die oorspronkelijk een artikel schreef over dat Sonic eigenlijk een robot is (in aflevering 2 van de serie). Toen deze theorie fout bleek te zijn, verloor hij zijn geloofwaardigheid.
- Li Yan: een man die wraak wil nemen op Knuckles en Hawk omdat ze hem voor schut hebben gezet en zijn rode Chaosdiamant hadden afgenomen (in aflevering 17 van de serie).

## Topaz
Topaz is een soldaat in dienst van de militaire groep GUN. Ze is de partner van Rouge the Bat. Hoewel de samenwerking tussen de twee maar moeizaam op gang kwam, werden de twee uiteindelijk vrienden. Dit werd goed duidelijk aan het eind van seizoen 2, toen Sonic en co terugkeerden naar hun eigen wereld en Rouge Topaz bij wijze van afscheid een ring gaf (wat erg ongebruikelijk was voor haar doen).
Topaz lijkt in de serie langzaam een relatie te krijgen met Mr. Tanaka.